# Know Your Enemy (Green Day)
"Know Your Enemy" is een single van de Amerikaanse punkpopband Green Day uit 2009. Het is de eerste single van hun album 21st Century Breakdown. De single bevat twee nummers: het titelnummer en "Lights Out". Het titelnummer gaat over het bevrijden van de kijker van alle onzin die hij op televisie ziet. De single bereikte de 28ste plaats in de Amerikaanse Billboard Hot 100, de 26ste plaats in de Belgische Ultratop 50 en de 62ste plaats in de Nederlandse Single Top 100.
Deze song wordt gebruikt als intro van WWE SmackDown